# Nemacheilus inglisi
Nemacheilus inglisi és una espècie de peix de la família dels balitòrids i de l'ordre dels cipriniformes.
És un peix d'aigua dolça, demersal i de clima tropical, el qual viu als rierols de muntanya de l'est de l'Himàlaia (l'Índia -Sikkim i el districte de Darjeeling- i el Nepal).
Està amenaçat per la construcció de preses a Sikkim, l'enverinament i la sedimentació causada per la desforestació i les pràctiques agrícoles. És inofensiu per als humans.